# Ford Fairlane 500 Skyliner
La Ford Fairline 500 Skyliner, nata nel 1957 e prodotta sino al 1959, è stata la prima automobile Ford ad adottare il tettuccio a scomparsa.

## Contesto
Venne progettata per sostituire la Ford Fairlane Crown Victoria Skyliner. Il suo meccanismo di funzionamento fu ritenuto troppo costoso poiché era composto da tre motori elettrici, dieci relè, oltre 190 m di cavo. Il successo fu discreto ma non tale da giustificare una commercializzazione successiva, soprattutto in considerazione degli alti costi di produzione. Nel 1959 Ford accantonò definitivamente la soluzione.
Nel 1957 ne vennero venduti 20.766 esemplari, nel 1958 14.713 e nel 1959 12.915, per un totale di 48.394 esemplari venduti.